# Simon Leys
Simon Leys, seudónimo de Pierre Ryckmans (Bruselas, 28 de septiembre de 1935 - Canberra, 11 de agosto de 2014), fue un escritor, ensayista, crítico literario, traductor, historiador de arte, sinólogo y profesor universitario de doble nacionalidad belga y australiana, de lengua francesa e inglesa y confesión católica.
Pierre Ryckmans comenzó su carrera en Sinología con traducciones e investigaciones sobre pintura china, particularmente con su tesis: Propos sur la peinture du moine Citrouille-amère de Shitao. Contribution à l'étude terminologique des théories chinoises de la peinture (1970). Por su trabajo La Vie et l'œuvre de Su Renshan, rebelle, peintre et fou, 1814-1849 (1970), recibió el premio Stanislas Julien de la Academia de Inscripciones y Lenguas Antiguas. 
Además, bajo el seudónimo Simon Leys, fue uno de los primeros intelectuales en denunciar la Revolución Cultural China y Maolatría en Occidente al publicar su trilogía El traje nuevo del presidente Mao (1971), Sombras chinas (1974) e Imágenes rotas (1976). La oposición de los intelectuales maoístas franceses le costará, en 1971, la posibilidad de una carrera en la universidad francesa. Su trabajo incluye política y cultura tradicional en China, caligrafía, literatura francesa e inglesa (incluidos escritores católicos), la comercialización de la universidad y el mar en obras literarias. 
Hijo de un burgomaestre de Amberes, estudió derecho e historia del arte en la Universidad Católica de Lovaina. Con diecinueve años, participó en un viaje de un mes en China, y a partir de 1959 prosiguió sus estudios de lengua, literatura y arte chinos en Taiwán, Singapur y Hong Kong.
En 1970 se estableció en Australia para dar clases de literatura china, primero en la Universidad Nacional Australiana y posteriormente en la Universidad de Sídney. Fue miembro de la Academia Australiana de Humanidades. 
En 1971 publicó El traje nuevo del presidente Mao, libro en el que denuncia la barbarie de la Revolución Cultural en China.
En 2004 fue galardonado con el Premio Mundial Cino Del Duca. 

## Obra
En 1971, bajo el seudónimo de Simon Leys, Pierre Ryckmans, publica un ensayo en la editorial Champ Libre titulado El traje nuevo del presidente Mao, donde denuncia la Revolución Cultural China. A este ensayo le siguen otros dos, Sombras chinas (1974) e Imágenes rotas (1976), que juntos forman una trilogía política. Estos ensayos serán reeditados en 1998, junto con varios ensayos y artículos sobre ciertas características de la cultura y el arte tradicional chino, en un solo volumen bajo el título Ensayos sobre China.
En 1998, publicó L'Ange et le cachalot, una compilación de una serie de artículos o prefacios sobre literatura, China y el problema de la traducción, escritos entre 1990 y 1997.
En 2005 publica el libro Les Idées des autres, idiosyncratiquement compilées pour l'amusement des lecteurs oisifs, compilación de una serie de oraciones, opiniones y apófisis extraídos de diversas fuentes y clasificados de acuerdo a secciones convenientes.
En 2012, se publica Le Studio de l'inutilité, una colección de ensayos sobre el escritor británico Evelyn Waugh, la personalidad de George Orwell, el premio Nobel chino Liu Xiaobo, Roland Barthes en su viaje a China en 1974, las universidades, la caligrafía, el tabaquismo, entre otros temas.

### En español
- Los trajes nuevos del presidente Mao, Tusquets, 1976, reeditado en 2017 por Ediciones El Salmón con el título El traje nuevo del presidente Mao.
- Sombras chinas, Editorial Magisterio Español S.A., 1977, reeditado en 2021 por la editorial Acantilado con el título Sombras chinescas.
- Imágenes rotas, Emecé, 1979. Reeditado por Ediciones El Salmón en 2021.
- La muerte de Napoleón (novela), Anagrama, 1988, reeditado en 2018 por la editorial Acantilado.
- George Orwell o el horror a la política, Acuarela & A. Machado, 2010.
- La felicidad de los pececillos, Acantilado, 2011.
- Los náufragos del «Batavia», Anatomía de una masacre, Acantilado, 2011.
- Con Stendhal, Acantilado, 2011.
- Ideas ajenas. Recopiladas idiosincráticamente por Simon Leys. Para el divertimento de los lectores ociosos, Confluencias, 2015.
- Breviario de saberes inútiles. Ensayos sobre sabiduría en China y literatura occidental, Acantilado, 2016.

### En francés
- La vie et l'œuvre de Su Renshan, rebelle, peintre et fou (UER Asie Orientale Université Paris 7, 1970)
- Les Habits neufs du président Mao (Champ libre 1971, LGF 1989)
- Ombres chinoises (UGE 10/18 1976, Laffont 1976) prix quinquennal de l'essai
- Images brisées (Laffont 1976)
- Human rights in China (1979)
- Broken Images (1981)
- Préface à L'Enquête sur la mort de Lin Biao de Yao Mingle (1983)
- La Forêt en feu : Essais sur la culture et la politique chinoises (Hermann 1983)
- Orwell, ou l'horreur de la politique (Hermann 1984)
- La Mort de Napoléon (Hermann 1986, Plon 2005)
- L'humeur, l'honneur, l'horreur : Essais sur la culture et la politique chinoises (Laffont 1991)
- Essais sur la Chine (Bouquins, Robert Laffont, 1998) réunit : Les habits neufs du Président Mao, Ombres chinoises, Introduction à Lu Xun, La Mauvaise Herbe, Images brisées, La forêt en feu, L'humeur, l'honneur, l'horreur, avec une préface de Jean-François Revel.
- L'Ange et le Cachalot (Seuil 1998, Points-Essais 2002) : compilation d'une série d'articles ou de préfaces sur la littérature, la Chine et le problème de la traduction, écrits entre 1990 et 1997. El título se refiere a una cita de Gilbert Keith Chesterton : « Un homme qui tâche d'accorder des anges avec des cachalots doit avoir une vision assez sérieuse de l'univers. »
- Protée et autres essais (Gallimard 2001)
- Les Naufragés du Batavia, suivi de Prosper (Arléa 2003, Points-Seuil 2005) prix Guizot-Calvados.
- La Mer dans la littérature française (Plon, 2003)
- Les Idées des autres, idiosyncratiquement compilées pour l'amusement des lecteurs oisifs (Plon, 2005)
- Le bonheur des petits poissons (JC Lattès, 2008).